# Malabaila lasiocarpa
Malabaila lasiocarpa är en flockblommig växtart som beskrevs av Pierre Edmond Boissier. Malabaila lasiocarpa ingår i släktet Malabaila och familjen flockblommiga växter. Inga underarter finns listade i Catalogue of Life.